# Calamba (Laguna)
Calamba è una città componente delle Filippine, situata nella Provincia di Laguna, nella Regione del Calabarzon.
Calamba è formata da 54 barangay:
- Bagong Kalsada
- Banadero
- Banlic
- Barandal
- Barangay 1 (Pob.)
- Barangay 2 (Pob.)
- Barangay 3 (Pob.)
- Barangay 4 (Pob.)
- Barangay 5 (Pob.)
- Barangay 6 (Pob.)
- Barangay 7 (Pob.)
- Batino
- Bubuyan
- Bucal
- Bunggo
- Burol
- Camaligan
- Canlubang

- Halang
- Hornalan
- Kay-Anlog
- La Mesa
- Laguerta
- Lawa
- Lecheria
- Lingga
- Looc
- Mabato
- Majada Labas
- Makiling
- Mapagong
- Masili
- Maunong
- Mayapa
- Paciano Rizal
- Palingon

- Palo-Alto
- Pansol
- Parian
- Prinza
- Punta
- Puting Lupa
- Real
- Sucol
- Saimsim
- Sampiruhan
- San Cristobal
- San Jose
- San Juan
- Sirang Lupa
- Tulo
- Turbina
- Ulango
- Uwisan